# Хималайска мелия
Хималайските мелии (Melia azedarach) са вид растения от семейство Махагонови (Meliaceae).
Те са незастрашен вид.
Таксонът е описан за пръв път от Карл Линей през 1753 година.